# Sucre (provincie)
| Sucre                                                    | Sucre                                     |
| -------------------------------------------------------- | ----------------------------------------- |
| Harta localizării provinciei în cadrul regiunii Ayacucho |                                           |
| Informații generale                                      |                                           |
| Nume nativ                                               | Provincia de Sucre                        |
| Țară                                                     | Peru                                      |
| Regiune                                                  | Ayacucho                                  |
| Fondare                                                  | 13 ianuarie 1986                          |
| Primar                                                   | Juan Fabio De La Cruz Huamaní (2011-2014) |
| - Capitală                                               | Querobamba                                |
| - Suprafață totală                                       | 1785,64 km2                               |
| Cel mai înalt punct                                      | 3 508                                     |
| - Districte                                              | 11                                        |
| Populație                                                |                                           |
| An recensământ                                           | 2007                                      |
| - Totală                                                 | 12 595                                    |
| - Densitate                                              | 7,05/km2                                  |
| Fus orar                                                 | UTC-5                                     |
| Sit web                                                  | http://www.munisucre.gob.pe/              |
| UBIGEO                                                   | 0509                                      |
| Modifică text                                            |                                           |

Sucre este una dintre cele unsprezece provincii din regiunea Ayacucho din Peru. Capitala este orașul Querobamba. Se învecinează cu provinciile Vilcas Huamán, Lucanas și Víctor Fajardo, și cu regiunea Apurímac.

## Diviziune teritorială
Provincia este divizată în 11 districte (spaniolă: distritos, singular: distrito):
- Belén (Belén)
- Chalcos (Chalcos)
- Chilcayoc (Chilcayoc)
- Huacaña (Huacaña)
- Morcolla (Morcolla)
- Paico (Paico)
- Querobamba (Querobamba)
- San Pedro de Larcay (San Pedro de Larcay)
- San Salvador de Quije (San Salvador de Quije)
- Santiago de Paucaray (Santiago de Paucaray)
- Soras (Soras)

## Grupuri etnice
Provincia este locuită de către urmași ai populațiilor quechua. Quechua este limba care a fost învățată de către majoritatea populației (procent de 76,47%) în copilărie, iar 23,21% dintre locuitori au vorbit pentru prima dată spaniolă. (Recensământul peruan din 2007)